# Östra Frölunda
Östra Frölunda is een plaats in de gemeente Svenljunga in het landschap Västergötland en de provincie Västra Götalands län in Zweden. De plaats heeft 323 inwoners (2005) en een oppervlakte van 49 hectare.